# Gustavo Perrella
Gustavo Henrique Perrella Amaral Costa es un político y empresario brasileño. Fue diputado Provincial por el estado de Minas Gerais con 28 años, ejerciendo su mandato en la Asamblea Legislativa del estado. Fue vicepresidente del Cruzeiro Esporte Clube desde 1995, cuando su padre, el actual senador y expresidente del Cruzeiro, Zeze Perrella, asumió la presidencia del principal club de fútbol de Minas Gerais.

## Biografía
Gustavo Perrella es hijo del también político y senador Zezé Perrella y nieto de José Henriques Costa, alcalde de Son Gonçalo del Pará por dos mandatos (1967–1971 y 2001-2004). Formado en Administración de empresas, es empresario.

## Trayectoria
Diputado Provincial (2011 - 2015), fue miembro efectivo de la Comisión de Constitución y Justicia y presidente de la Comisión de Turismo, Industria, Comercio y Cooperativismo. Obtuvo 82.864 votos en 620 municipios, con gran éxito en las ciudades: Bello Horizonte, Nueva Serrana, Pompeu, Ervália, Abaeté, Oro Negro, Monte Sião, Siete Lagunas, Vivida Nueva de Minas, Cuenta, João Abeto, Peçanha, Igaratinga, Itambacuri, Conceição dos Ouros, Barbacena y Matias Barbosa.
En junio de 2016, el ministro de Deporte, Leonardo Picciani (PMDB), nombró a Gustavo Perrella para el cargo de Secretario Nacional de Fútbol y Defensa de los Derechos del Hincha.
Gustavo Perrella fue superintendente de gestión y vicepresidente del Cruzeiro Esporte Clube.

## Escándalo del helicóptero
En noviembre de 2013, el helicóptero de Gustavo Perrella fue descubierto con un alijo de 450 kg de cocaína. Inicialmente, Gustavo Perrella y su padre, dijeron que el piloto había robado el helicóptero. Posteriormente, después de evidencias de que el piloto había conectado dos veces con el diputado provincial Gustavo Perrella antes de despegar, la versión cambió: el diputado alegó creer que el helicóptero transportaba "complementos agrícolas" para la hacienda de su padre, Zezé Perrella (PDT-MG). Se supo por el abogado del piloto que el valor pagado por Zezé Perrella por la hacienda destino de la droga fue cinco veces superior al valor de mercado. Además, fue cuestionado por ciertos sectores de los medios de comunicación por transportar "material agrícola" en un helicóptero.